# 21482 Patashnick
21482 Patashnick (1998 HQ132) là một tiểu hành tinh vành đai chính được phát hiện ngày 19 tháng 4 năm 1998 bởi nhóm nghiên cứu tiểu hành tinh gần Trái Đất phòng thí nghiệm Lincoln ở Socorro.